# Boy Waterman
Boy Waterman (* 24. Januar 1984 in Lelystad) ist ein ehemaliger niederländischer Fußballtorwart und heutiger Torwarttrainer surinamischer Abstammung, der derzeit als Torwarttrainer der zweiten Mannschaft der PSV Eindhoven unter Vertrag steht.

## Spielerkarriere

### Vereine
Waterman begann seine Karriere bei Ajax Amsterdam, wo er allerdings nur in frühen Jugendjahren spielte. Im Alter von 16 Jahren wechselte er zum SC Heerenveen, wo er sich bessere Perspektiven versprach. In der Saison 2004/05 wurde Waterman bei Trainer Gertjan Verbeek zwar zuerst Stammtorwart und stand bei den Friesen auch viermal im UEFA-Pokal zwischen den Pfosten, verlor allerdings seinen Stammplatz aufgrund einer Verletzung an Brian Vandenbussche und kam nur noch sporadisch zum Einsatz. In der Liga absolvierte er im gesamten Jahr 2006 kein Spiel. Erst in der Rückrunde der Saison 2006/07 kam er bei AZ Alkmaar wieder zum Zuge, an den er im Januar 2007 ausgeliehen wurde, nachdem sich AZ-Keeper Joey Didulica verletzt hatte. Waterman absolvierte unter Trainer Louis van Gaal in der Rückrunde elf Liga- und sechs UEFA-Pokalspiele für AZ und der Verein machte schon bald von seiner Kaufoption Gebrauch. In der Saison 2007/08 kam Waterman 22-mal in der Liga und sechsmal im UEFA-Pokal zum Einsatz, verlor in der Rückrunde jedoch seinen Stammplatz an Sergio Romero. Für die Spielzeit 2008/09 wurde er an Ligakonkurrent ADO Den Haag verliehen; die Ausleihe wurde 2009 um ein Jahr verlängert, doch Waterman wurde auch in Den Haag nicht zur Nummer eins, so dass er in der Winterpause zu Viking FK nach Norwegen wechseln wollte. Daraus wurde nichts, weil Waterman nicht rechtzeitig von einer Leistenverletzung genesen war, so dass er bis Ende der Saison 2009/10 einsatzlos bei ADO verbrachte. Zur Saison 2010/11 wurde Waterman, dessen Vertrag bei AZ noch bis Saisonende lief, an De Graafschap erneut ausgeliehen. Hier war er von Saisonbeginn an Stammtorhüter und stand in 33 Ligaspielen in Folge in der Startelf. 2011 wurde Boy Waterman neuer Torhüter beim Zweitligisten Alemannia Aachen. Der 27-Jährige unterschrieb am 13. Juni 2011 bei Alemannia für zwei Jahre und wechselte ablösefrei an den Tivoli. Die Saison 2011/12 endete für ihn und den Verein jedoch mit dem Abstieg aus der 2. Bundesliga. Zur Saison 2012/13 kehrte Waterman in die Eredivisie zurück und unterschrieb bei der PSV Eindhoven einen Einjahresvertrag.
Im Sommer 2013 wechselte Waterman zum türkischen Erstligisten Kardemir Karabükspor. Bei diesem Verein eroberte er sich auf Anhieb den Posten des Stammspielers. So absolvierte er bis zum Saisonende alle 34 Ligaspiele und wurde nur in den Pokalbegegnungen von seinen Ersatzkeepern vertreten. Nachdem Karabükspor im Sommer 2015 den Klassenerhalt der Süper Lig verfehlt hatte, wechselte Waterman zu APOEL Nikosia, wo er einen Vertrag bis Juni 2020 erhalten hat. Nach seinem Vertragsende wechselte er zu OFI Kreta. 2022 kehrte er zur PSV zurück. Im Sommer 2024 beendete er seine Spielerkarriere und wurde Torwarttrainer der PSV.

### Nationalmannschaft
Waterman war U21-Nationalspieler und wurde 2007 Europameister. Bei seinen Einsätzen in Jong Oranje überzeugte er durch seine Reflexe und seine Strafraumbeherrschung.

## Erfolge
- U21-Europameister 2007

 Apoel Nikosia 
- Zyprischer Meister: 2016, 2017, 2018, 2019

 PSV Eindhoven
- Niederländischer Meister: 2024
- Niederländischer Pokalsieger: 2022, 2023
- Niederländischer Supercup-Sieger: 2021, 2022, 2023